# Minibiotus marcusi
Minibiotus marcusi är en djurart som tillhör fylumet trögkrypare, och som först beskrevs av De Barros 1942.  Minibiotus marcusi ingår i släktet Minibiotus och familjen Macrobiotidae. Inga underarter finns listade i Catalogue of Life.